# Deutsche Volksunion
Deutsche Volksunion (DVU) (česky: Německá lidová unie) byla německá politická strana. Ve volbách do parlamentu v Sasku-Anhaltsku v roce 1998 dosáhla 12,9% hlasů, což je dosud nejvyšší výsledek pravicové strany[ujasnit] na úrovni jednotlivých zemí.[zdroj⁠?!] Počet členů se odhadoval na 6000 (stav k roku 2008). Strana zanikla v lednu 2011.

## Historie

### DVU jako sdružení (1971-1987)

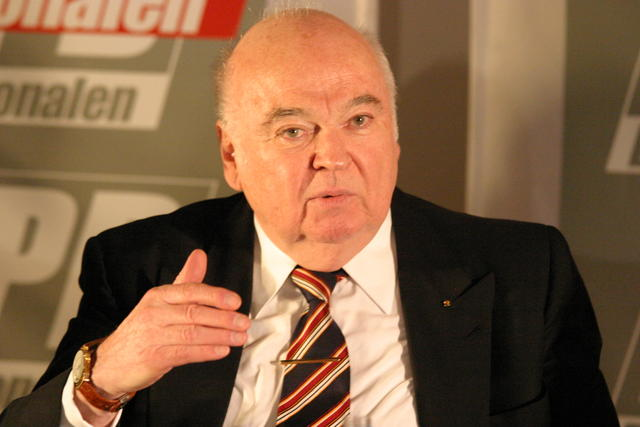
Gerhard Frey, zakladatel DVU.

Dne 18. ledna 1971 vytvořil vydavatel Gerhard Frey sdružení, které nazval Deutsche Volksunion (Německá lidová unie). Dalšími zakládajícími členy byli Walter Brandner a sudetoněmecký spisovatel Wilhelm Pleyer. Při založení sdružení byly rovněž zapojeny i někteří členové CDU.

### DVU jako politická strana (od 1987)
Činnost politické strany DVU byla zahájena 5. března 1987 pod názvem Deutsche Volksunion – Liste D (Německá lidová unie - Seznam D). Spolupráce s NPD ve volbách byla kvůli tomu, aby si strany navzájem nekonkurovaly. Ve svém prvním roce s DVU byla část poslanců do zemského sněmu v Brémách. Ve volbách do Evropského parlamentu v roce 1989, bylo dosaženo i přes finančně náročnou volební kampaň pouze 1,6%.
V únoru roku 1991 DVU vypouští z názvu Liste D.

## Předsedové
- Gerhard Frey (1987 - 2009).
- Matthias Faust (od 2009 - 2011).

## Vztah s dalšími organizacemi
- 1. Členství v organizacích, které bojují nebo ignorují Ústavu nebo stávající právní systém je neslučitelné s členstvím v DVU.
- 2. Neslučitelné s členstvím v DVU je členství zejména ve FAP.
- 3. Neslučitelné s členstvím v DVU je současné členství ve skupině skinheads.
- 4. Neslučitelné s členstvím v DVU je publikace, jejichž práce je trestná nebo sankcionovaná Ústavou nebo zákonem.

## Volební výsledky

### Volby do zemských sněmů
| Rok  | B-W  | BY   | BE   | BR    | HB    | HH    | HE   | MV    | NI   | NW   | RP   | SL   | SN   | ST     | SH    | TH    |
| ---- | ---- | ---- | ---- | ----- | ----- | ----- | ---- | ----- | ---- | ---- | ---- | ---- | ---- | ------ | ----- | ----- |
| 1987 |      |      |      |       | 3,4 % | n.a.  | n.a. |       |      |      | n.a. |      |      |        | n.a.  |       |
| 1988 | n.a. |      |      |       |       |       |      |       |      |      |      |      |      |        | n.a.  |       |
| 1989 |      |      | n.a. |       |       |       |      |       |      |      |      |      |      |        |       |       |
| 1990 |      | n.a. |      | n.a.  |       |       |      | n.a.  | n.a. | n.a. |      | n.a. | n.a. | n.a.   |       | n.a.  |
| 1991 |      |      |      |       | 6,2 % | n.a.  | n.a. |       |      |      | n.a. |      |      |        |       |       |
| 1992 | n.a. |      |      |       |       |       |      |       |      |      |      |      |      |        | 6,3 % |       |
| 1993 |      |      |      |       |       | 2,8 % |      |       |      |      |      |      |      |        |       |       |
| 1994 |      | n.a. |      | n.a.  |       |       |      | n.a.  | n.a. |      |      | n.a. | n.a. | n.a.   |       | n.a.  |
| 1995 |      |      | n.a. |       | 2,5 % |       | n.a. |       |      | n.a. |      |      |      |        |       |       |
| 1996 | n.a. |      |      |       |       |       |      |       |      |      | n.a. |      |      |        | 4,3 % |       |
| 1997 |      |      |      |       |       | 4,9 % |      |       |      |      |      |      |      |        |       |       |
| 1998 |      | n.a. |      |       |       |       |      | 2,9 % | n.a. |      |      |      |      | 12,9 % |       |       |
| 1999 |      |      | n.a. | 5,3 % | 3,0 % |       | n.a. |       |      |      |      | n.a. | n.a. |        |       | 3,1 % |
| 2000 |      |      |      |       |       |       |      |       |      | n.a. |      |      |      |        | n.a.  |       |
| 2001 | n.a. |      | n.a. |       |       | 0,7 % |      |       |      |      | n.a. |      |      |        |       |       |
| 2002 |      |      |      |       |       |       |      | n.a.  |      |      |      |      |      | n.a.   |       |       |
| 2003 |      | n.a. |      |       | 2,3 % |       | n.a. |       | n.a. |      |      |      |      |        |       |       |
| 2004 |      |      |      | 6,1 % |       | n.a.  |      |       |      |      |      | n.a. | n.a. |        |       | n.a.  |
| 2005 |      |      |      |       |       |       |      |       |      | n.a. |      |      |      |        | n.a.  |       |
| 2006 | n.a. |      | n.a. |       |       |       |      | n.a.  |      |      | n.a. |      |      | 3,0 %  |       |       |
| 2007 |      |      |      |       | 2,7 % |       |      |       |      |      |      |      |      |        |       |       |
| 2008 |      | n.a. |      |       |       | 0,8 % | n.a. |       | n.a. |      |      |      |      |        |       |       |
| 2009 |      |      |      | 1,2 % |       |       |      |       |      |      |      | n.a. | n.a. |        | n.a.  | n.a.  |

|       | Vstup do sněmu               |
|       | Nejvyšší zisk v každém státě |
| n. a. | nekandidovali                |

### Evropské volby
| Volby | Počet hlasů | Hlasy v % | Počet mandátů |
| ----- | ----------- | --------- | ------------- |
| 2009  | 111 695     | 0,4       | 0             |